# Lucaya (ort i Bahamas)
Lucaya är en ort i Bahamas.   Den ligger i distriktet City of Freeport District, i den nordvästra delen av landet, 210 km nordväst om huvudstaden Nassau. Lucaya ligger 7 meter över havet och antalet invånare är 46 525. Den ligger på ön Grand Bahama Island.
Terrängen runt Lucaya är mycket platt. Havet är nära Lucaya åt sydost. Lucaya är det största samhället i trakten. 